# 402

## Evenimente
- 6 aprilie: Bătălia de la Pollentia. Conflict între romani și vizigoți, încheiat cu victoria romanilor.